# Conseil départemental d'Indre-et-Loire
Le conseil départemental d'Indre-et-Loire (anc. conseil général) est l'assemblée délibérante du département français d'Indre-et-Loire, collectivité territoriale décentralisée, elle comprend 38 conseillers départementaux élus chacun dans l'un des 19 cantons d'Indre-et-Loire. Il siège à Tours.

## Histoire

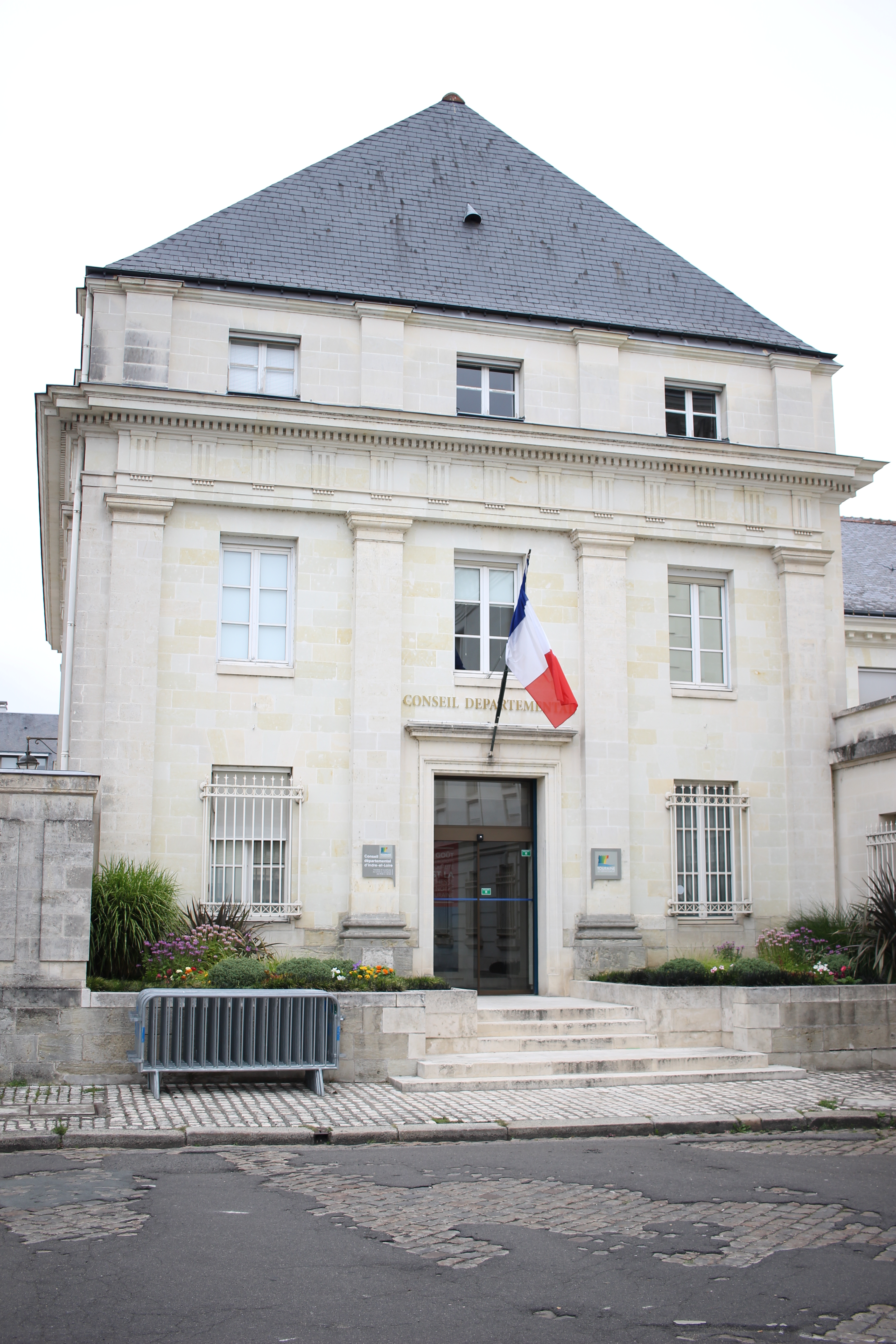
Le conseil départemental d'Indre-et-Loire à Tours.

Les départements sont créés en 1789, pendant la Révolution française. Ceux-ci sont dotés d'un conseil départemental qui désigne son Président et un directoire exécutif permanent.
En 1800 cette organisation est remaniée : dans chaque département est mis en place un conseil départemental, un préfet et un conseil de préfecture. Dans cette organisation du pouvoir, c'est le préfet qui détient le pouvoir exécutif, alors que le conseil départemental n'a qu'un rôle consultatif.
Le 10 aout 1871, les départements, qui étaient alors des circonscriptions administratives de l'État, deviennent des collectivités territoriales.
En 1982, en vertu de la loi de décentralisation du 2 mars, l'exercice du pouvoir départemental du préfet est transféré au président du conseil départemental. Le conseil départemental peut ainsi exercer pleinement ses attributions, et ses compétences sont accrues, voire nouvelles. Ainsi, aujourd'hui, les compétences des conseils départementaux sont vastes :
- aide sociale : protection de l'enfance, insertion des personnes en difficulté, RSA, aide aux personnes handicapées, aide aux personnes âgées, prévention sanitaire… ;
- voirie : gestion des routes départementales (et anciennes routes nationales), des transports scolaires… ;
- éducation : gestion du matériel et du personnel technique des collèges ;
- culture : archives départementales, bibliothèque départementale, patrimoine architectural, musées ;
- développement local : aide aux associations, aide aux communes… ;
- financement des SDIS (service départemental d'incendie et de secours) ;
- logement : gestion du fonds de solidarité logement (FSL) et du fonds d'aide à l'énergie.

En 2008, une loi oblige tout candidat aux élections cantonales à se présenter avec un candidat suppléant du sexe opposé. L'objectif est alors de féminiser les conseillers départementaux
En 2015, les conseils généraux deviennent des conseils départementaux. Dans le même temps le scrutin binominal est introduit. Il oblige les candidats à se présenter au sein d'un binôme femme-homme, faisant qu'à la suite des élections de 2015, les conseils départementaux sont composés à 50 % de femmes.

## Organisation du conseil départemental

### Élus
| Président du Conseil départemental   |       |       |      |                                 |
| Nadège Arnault (DVD)                 |       |       |      |                                 |
| Parti                                | Sigle | Sigle | Élus | Groupes                         |
| Majorité (26 sièges)                 |       |       |      |                                 |
| Les Républicains                     |       | LR    | 10   | Un nouveau cap pour la Touraine |
| Union des démocrates et indépendants |       | UDI   | 4    | Un nouveau cap pour la Touraine |
| Divers droite                        |       | DVD   | 12   | Un nouveau cap pour la Touraine |
| Opposition (12 sièges)               |       |       |      |                                 |
| Parti socialiste                     |       | PS    | 3    | Touraine au cœur                |
| Divers gauche                        |       | DVG   | 3    | Touraine au cœur                |
| La République en marche              |       | LREM  | 2    | Touraine solidaire              |
| Divers gauche                        |       | DVG   | 4    | Touraine solidaire              |

### Présidence
Le président du conseil départemental d'Indre-et-Loire est Nadège Arnault, élu le 18 octobre 2023. Après près de 19 ans de mandats, elle prend la suite de Jean-Gérard Paumier, après l'élection de ce dernier au Sénat fin septembre.

#### Liste des présidents du conseil départemental
| Période         | Période         | Identité                                                                              | Étiquette            | Qualité                                                                                    |
| --------------- | --------------- | ------------------------------------------------------------------------------------- | -------------------- | ------------------------------------------------------------------------------------------ |
|                 |                 | Prudent-Jean Bruley                                                                   | Modérés              | Maire de Tours Député d'Indre-et-Loire                                                     |
| 1815            |                 | Louis Gabriel de Contades                                                             |                      |                                                                                            |
|                 |                 |                                                                                       |                      |                                                                                            |
| 1833            | 1853            | Alexandre Goüin                                                                       | Droite conservatrice | Député d'Indre-et-Loire Ministre du Commerce et de l'Agriculture Sénateur d'Indre-et-Loire |
| 1840            | 1840            | Maurice de Flavigny                                                                   |                      |                                                                                            |
|                 |                 | César Bacot                                                                           |                      |                                                                                            |
|                 |                 | M. de Thoré                                                                           |                      |                                                                                            |
|                 |                 | Paul Panon Desbassayns de Richemont                                                   |                      |                                                                                            |
| 1871            | 1871            | Georges Houssard                                                                      |                      |                                                                                            |
| 1871            | 1893            | Charles Guinot                                                                        |                      | Député d'Indre-et-Loire Sénateur d'Indre-et-Loire                                          |
| 1893            |                 | Alfred Tiphaine                                                                       |                      |                                                                                            |
|                 |                 | Antoine-Dieudonné Belle                                                               |                      |                                                                                            |
|                 |                 | Alphonse Chautemps                                                                    |                      |                                                                                            |
| 1922            | 1940            | Paul Germain                                                                          |                      |                                                                                            |
| 1940            | 1943            | Commission administrative présidée par le Préfet, nommée par le Gouvernement de Vichy |                      |                                                                                            |
| 1943            | 1945            | Charles Vavasseur                                                                     |                      | Président du conseil départemental nommé par le Gouvernement de Vichy                      |
| 1945            | 1946            | Sébastien Paul Guillaume-Louis                                                        | PRRRS                |                                                                                            |
| 1946            | 1947            | Auguste Correch                                                                       | DVD                  |                                                                                            |
| 1947            | 1957            | Sébastien Paul Guillaume-Louis                                                        | SFIO                 |                                                                                            |
| 1957            | 1958            | Louis Sevestre                                                                        |                      |                                                                                            |
| 1958            | 1970            | Marc Desaché                                                                          | UNR-UDR              | Sénateur d'Indre-et-Loire                                                                  |
| 1970            | 1992            | André-Georges Voisin                                                                  | UDR-RPR              | Député d'Indre-et-Loire Sénateur d'Indre-et-Loire                                          |
| 1992            | 2001            | Jean Delaneau                                                                         | UDF puis DL          | Président du conseil régional du Centre Député d'Indre-et-Loire Sénateur d'Indre-et-Loire  |
| 2001            | 20 mars 2008    | Marc Pommereau                                                                        |                      | Professeur de mathématiques                                                                |
| 20 mars 2008    | 31 mars 2011    | Claude Roiron                                                                         | PS                   | Inspectrice générale de l'Éducation nationale                                              |
| 31 mars 2011    | 29 juin 2012    | Marisol Touraine                                                                      | PS                   | Ministre des Affaires sociales et de la Santé Député d'Indre-et-Loire                      |
| 13 juillet 2012 | 2 avril 2015    | Frédéric Thomas                                                                       | PS                   |                                                                                            |
| 2 avril 2015    | 9 février 2016  | Jean-Yves Couteau                                                                     | LR                   | Décédé en fonction                                                                         |
| 26 février 2016 | 18 octobre 2023 | Jean-Gérard Paumier                                                                   | LR                   | Démissionnaire                                                                             |
| 18 octobre 2023 | En cours        | Nadège Arnault                                                                        | DVD                  |                                                                                            |

1. ↑  Démissionnaire.
2. ↑  Intérim du 29 juin au 13 juillet 2012.
3. ↑  Intérim du 9 au 23 février 2016.

#### Vice-présidence
Le président du conseil départemental est assisté de onze vice-présidents :
- Cédric de Oliveira, premier vice-président, chargé des Finances et de la Communication, président du groupe La Force de l'Action ;
- Pascale Devallée, deuxième vice-présidente, chargée de l'Action sociale, de l'Insertion, des Politiques de l'habitat et de l'Économie sociale et solidaire ;
- Olivier Lebreton, troisième vice-président, chargé des Ressources humaines, des Sports, de la Vie associative et du Devoir de mémoire ;
- Valérie Gervès, quatrième vice-présidente, chargée de la Transition écologique et de la Biodiversité ;
- Judicaël Osmond, cinquième vice-président, chargé des Collèges, de la Politique éducative et de la Jeunesse ;
- Sylvie Giner, sixième vice-président, chargée de la Culture et de l'Aménagement numérique ;
- Patrick Michaud, septième vice-président, chargé des Infrastructures routières, du Transport scolaire des élèves et étudiants handicapés et des Mobilités douces ;
- Valérie Jabot, huitième vice-présidente, chargée de la Prévention et de la Protection de l'enfance ;
- Alain Anceau, neuvième vice-président, chargé du Soutien agricole, du Plan alimentaire et des Bâtiments départementaux ;
- Cécile Chevillard, dixième vice-présidente, chargée de l'Autonomie, des Personnes âgées et des Personnes en situation de handicap ;
- Etienne Martegoutte, onzième vice-président, chargé du Développement touristique, des Musées et des Monuments départementaux.

### Commission permanente
La commission permanente du conseil départemental d'Indre-et-Loire réunit la totalité des conseillers généraux de la majorité comme de l’opposition.

## Organisation administrative

### Administration

#### Compétences et interventions
- L'action sociale et la santé : aide à l'enfance, aux personnes âgées et aux personnes handicapées, l'insertion, les missions de solidarité.
- Les routes et transports : développement et entretien des routes, le transport scolaire, le transport collectif (Fil vert).
- Les collèges et l’éducation : construction, entretien et informatisation des collèges, soutien à l'université et à la recherche.
- Le développement économique : accueil, accompagnement, conseil aux entreprises, soutien au monde agricole et au milieu rural, animation et promotion touristique de la Touraine.
- Le sport et la culture : aide aux mouvements sportifs et à la réalisation d'équipements, gestion des musées et du patrimoine départemental, soutien à la création et valorisation du patrimoine.
- L’environnement et le cadre de vie : préservation des milieux vivants et des paysages, gestion des déchets ménagers, l'enfouissement des réseaux, sensibilisation du public.

### Données financières

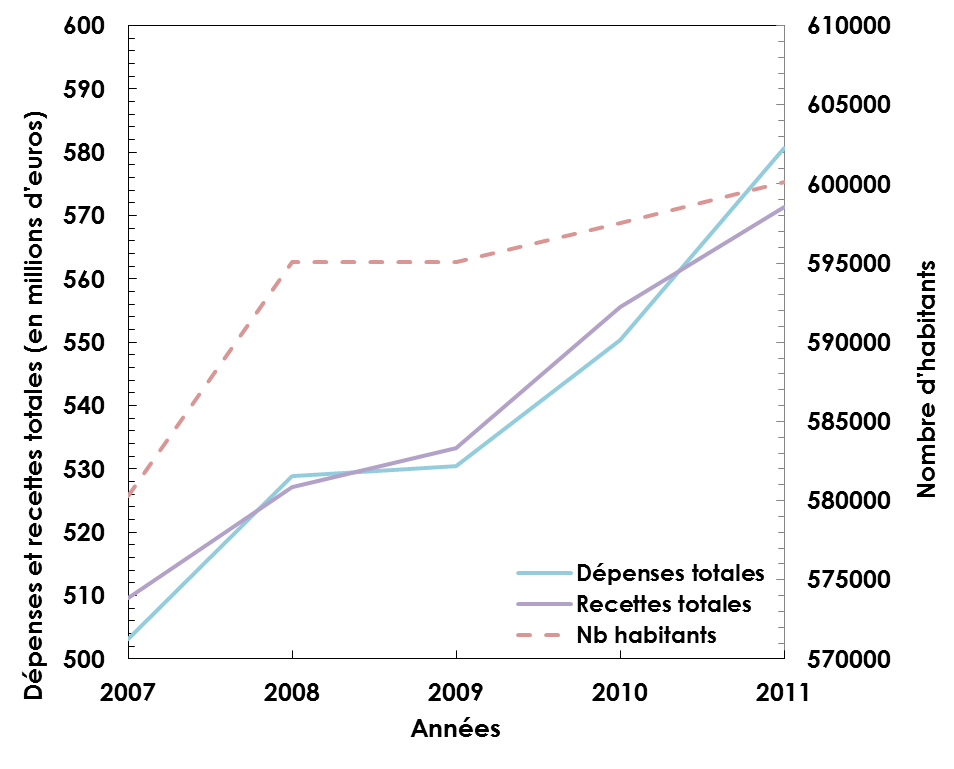
Dépenses et recettes totales en Indre-et-Loire

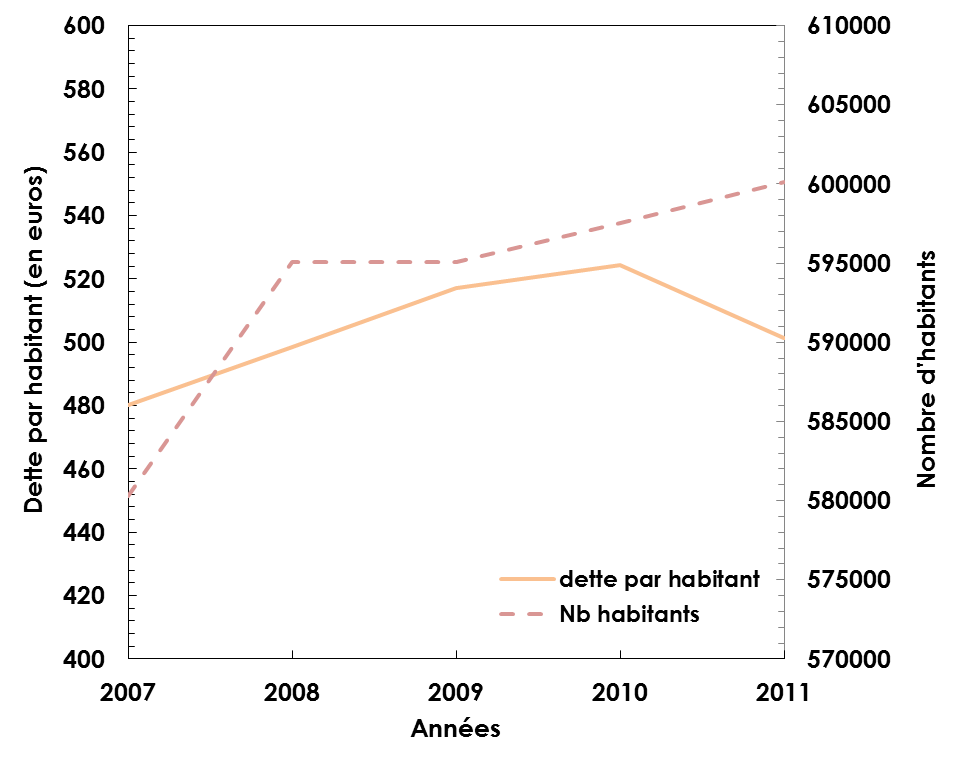
Dette par habitant en Indre et Loire

| Domaine d'investissement                                                        | Budget ou montant de l'investissement (en millions d'euros) |
| ------------------------------------------------------------------------------- | ----------------------------------------------------------- |
| Social et médico-social                                                         |                                                             |
| Subventions aux communes                                                        |                                                             |
| Voirie départementale                                                           |                                                             |
| Opérations financières en capital                                               |                                                             |
| Enseignement et transports scolaires                                            |                                                             |
| Moyens généraux et frais financiers                                             |                                                             |
| Environnement, transports, développement économique et touristique, agriculture |                                                             |
| Entretien des réseaux et voirie                                                 |                                                             |
| Collèges                                                                        |                                                             |
| Sécurité                                                                        |                                                             |
| Culture, sports et loisirs                                                      |                                                             |
| Autres équipements                                                              |                                                             |

### Données sociales
En 2010, les services administratifs du conseil général d'Indre-et-Loire employaient 2 200 agents[réf. souhaitée].

### Identité visuelle (logo)

Logo d'Indre-et-Loire (conseil général) de [Quand ?] à 2015
Logo d'Indre-et-Loire (conseil départemental) entre 2015 et 2019
Logo depuis 2019.